# 市川右太衛門
市川 右太衛門（いちかわ うたえもん、1907年〈明治40年〉2月25日 - 1999年〈平成11年〉9月16日）は、日本の映画俳優。本名：淺井 善之助（あさい ぜんのすけ）。愛称は「右太さん」。次男は俳優の北大路欣也。
戦前・戦後期の時代劇スターとして活躍し、同時代の時代劇スターである阪東妻三郎、大河内伝次郎、嵐寛寿郎、片岡千恵蔵、長谷川一夫とともに「時代劇六大スタア」と呼ばれた。映画主演総数は300本を超える。

## 来歴
1907年（明治40年）2月25日、大阪府大阪市西区に生まれる（香川県丸亀市生まれの説もあるが、本人は後述の著書『旗本退屈男まかり通る』でこれを否定している）。祖父が坂出市の旧家の出で、生家は鉄工所を経営していた。
遊芸好きの両親の影響で、5歳のころから日本舞踊上方舞の山村流を習い始める。6歳の時、子役として初代中村扇雀一座に借り出され、『菅原伝授手習鑑』に菅秀才の役で出演して初舞台を踏む。

### 歌舞伎界へ
大阪市立九条東小学校卒業後、上方歌舞伎の第一人者・2代目市川右團次の弟子となり、市川 右一（いちかわ ういち）の名をもらう。のち中村扇雀（2代目鴈治郎）が座頭の関西青年歌舞伎の一員となる（座員はほかに市川百々之助、林長丸（長谷川一夫）、嵐徳太郎（嵐寛寿郎）らがいた）。屋号は「高島屋」で、主役を張って人気を集めた。やがて『勧進帳』の武蔵坊弁慶など大役も任せられるようになったが、門閥出身ではないため出世には限界があった。
1924年（大正13年）、帝国キネマから映画界入りの誘いを受けるが、このときは断っている。

### 映画界へ

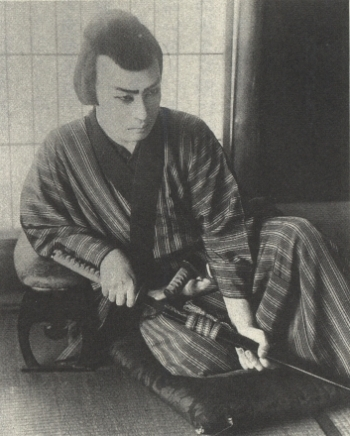
『黒髪地獄』（1925年）

1925年（大正14年）、歌舞伎界の若手俳優を、自ら主宰する映画会社マキノ・プロダクションに迎えようと考えていた牧野省三が右一の評判を聞き、「主演者」として映画入りを誘う。18歳の右一はこれを受け、阪東妻三郎が去った後のマキノ・プロダクション御室撮影所へ入社。名前も市川右太衛門と改名したが、これはそれまでの芸名・右一に五代目中村歌右衛門の名と、右一の師匠の右團次の名を合わせて、牧野が命名した。
同年12月25日に公開された『黒髪地獄』（沼田紅緑監督）の主演で映画デビュー。翌1926年（大正15年）にかけて、沼田監督の『快傑夜叉王』『孔雀の光』などに主演。阪東妻三郎に次ぐ人気俳優となり、月形龍之介と合わせて「マキノを担う両星」と謳われた。

### 右太プロの設立
1927年（昭和2年）2月、デビュー以来13本の作品でコンビを組んできた沼田紅緑監督の早世や、スターたちの独立プロ設立が連続したことなどもあって、マキノプロを退社し、4月に笹川良一の支援で市川右太衛門プロダクション（通称：右太プロ）を設立して独立。同時に奈良県生駒郡伏見村（現在の奈良市あやめ池北1丁目）にあるあやめ池遊園地内に撮影所を建設した。
1928年（昭和3年）からは東亜キネマから配給提携先を松竹キネマに変え、翌1929年（昭和4年）には伊藤大輔監督の『一殺多生剣』などを送り出す。華麗な衣装、颯爽とした美剣士を演じたこの『一殺多生剣』や『東海の顔役』は初期の代表作と呼ばれている。翌1930年（昭和5年）、『旗本退屈男』で初めて早乙女主水之介役を演じ、右太プロ内で7本の続編を製作した。後、このシリーズは30数年に及ぶ人気シリーズとなった。
1932年（昭和7年）、松竹のトーキー映画『忠臣蔵』に2役で出演。この頃は映画界がサイレントからトーキーに移行したときであり、多くのスターたちがトーキー発声に苦戦する中、「セリフとともの演技」を無事演じてみせ映画は成功、この転換期を乗り切った。
1936年（昭和11年）、製作規模が拡大していく本格的なトーキー時代に入って、独立プロでは製作困難となり、右太プロは松竹へ吸収合併、あやめ池の撮影所は閉鎖した。右太衛門は松竹太秦撮影所に入社し、『旗本退屈男』シリーズでは初のトーキー作品となる『富士に立つ退屈男』などに主演した。

### 新興キネマから大映へ
1937年（昭和12年）、新興キネマ京都太秦撮影所に移籍、看板俳優として『国姓爺合戦』『大村益次郎』などの大作に主演したほか、同社でも『旗本退屈男』シリーズの一本『宝の山に入る退屈男』に主演した。しかし、この作品で一旦『旗本退屈男』シリーズが打ち止めとなる。軍当局から「非常時にふさわしくない」との横槍が入ったためだった。『退屈男』を禁じられた右太衛門は『無法松の一生』の映画化に執心していたが、この配役は当初から阪東妻三郎に決まっていたため、稲垣浩監督が説得して断念させた。稲垣は代わる主演作として、以前から右太衛門のためにと構想していた山本有三の『不惜身命』を会社側に推し、情報局からも協力を得た。ところが「原作者の山本が社会主義者である」との理由で、ここでも軍部から横槍が入り、企画は頓挫を余儀なくされた。稲垣は「製作していたら『無法松』以上の作品が作れたろう」と惜しんでいる。
1942年（昭和17年）、戦時統合により、新興キネマは日活、大都映画と合併して大映に改組した。右太衛門はこれにより大映に移籍し、終戦までに8本の時代劇映画に出演した。

### 東映の重役スターに

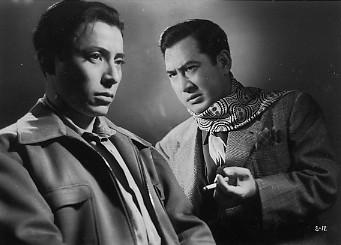
『戦慄』（1950年）左は高田浩吉

戦後、GHQの占領政策によりチャンバラ映画の製作が規制されたため、他の時代劇スターと同様、現代劇にも出演するようになった。
1949年（昭和24年）秋、大映を退社し、東横映画に移籍する。翌1950年（昭和25年）、『旗本退屈男捕物控 毒殺魔殿』で、『旗本退屈男』シリーズが復活する。
1951年（昭和26年）、本格的な時代劇製作解禁の時代となり、東横が改組して東映が設立される。右太衛門は東映創立に参加し、片岡千恵蔵と共に重役（千恵蔵＝植木取締役、右太衛門＝浅井取締役）兼任のスターとなり、興行価値の高い主演映画を多数製作した。右太衛門は北大路に住んでいたことから「北大路の御大」と呼ばれた（一方の千恵蔵は山の手（嵯峨野、『旗本退屈男まかり通る』では「太秦の高台」と表現されている）に住んでいたことから「山の御大」と呼ばれていた）。
東映の2本立て興行体制もあって、東映入社以来1963年（昭和38年）までの12年間、年平均9作のペースで右太衛門主演の時代劇が作られた。東映でも『旗本退屈男』シリーズが18本製作され、主演300本記念映画も『旗本退屈男』だった。ほか、『大名』シリーズ、『赤穂浪士』（1956年）の大石内蔵助役などでも活躍した。この頃、同時代に活躍した時代劇スター達は、脇役に転身していったが、右太衛門はあくまでも主役にこだわり続けていた。
時代劇映画が斜陽化していった1960年代、東映も任侠映画路線に変更を図る中、右太衛門の映画出演も1964年（昭和39年）の『忍び大名』（『大名』シリーズの一作）を最後に途絶え、東映歌舞伎等の舞台に活路を見出すようになる。
同年、『徳川家康』（NET製作）でテレビドラマに初主演。ほか、1973年（昭和48年）の『旗本退屈男』で早乙女主水之介を演じたり、次男・北大路欣也主演の時代劇に特別出演したが、テレビドラマは「せわしない」とあまり好んでいなかったため、数本しか出演していない。
1966年（昭和41年）、東映から「取締役から相談役に退いて欲しい」という打診を受け、「時代も変わった。これ以上ここにいれば（北大路）欣也を縛り付ける事にもなりかねない」と考え、東映を退社。退社後は京都を引き払い、東京一番町のマンションに居を移し、舞台を中心に活躍。齢80を過ぎてもなお主役を張り続けた。

### 晩年
1972年（昭和47年）に紫綬褒章を、1979年（昭和54年）には勲四等旭日小綬章をそれぞれ受章。
1986年（昭和61年）の歌舞伎座俳優祭では、かねてから同音のよしみで親交のあった六代目中村歌右衛門が、たっての願いで女・旗本退屈男に扮し、右太衛門の扮する退屈男との競演を実現した。またこの年、息子の北大路欣也とも『旗本退屈男』で共演、欣也は若かりし退屈男、右太衛門は壮年の退屈男に扮した。
1999年（平成11年）9月16日、老衰のため死去。92歳没。死去の1年前に千葉県の老人保健施設に夫妻で入居していたが、その経緯や施設での生活が明るみに出るに従い、息子の北大路は自身の兄弟、マスメディア、俳優仲間などから批判を受けることとなった。なお、2001年の暮れにその北大路は女性誌の記事で、施設入所は足が不自由になった市川の妻とでは2人暮らしに無理が出て、高齢の家政婦には介護までは任せられない中で、兄や姉とも話し合って決めたことだと反論している。

## 人物・エピソード
東映を退社したあとは東京へ移ったが、京都に次男の北大路欣也を残してきたことについて訊かれた際には、目を細めて「可愛い子には旅をさせろですなあ」と笑っている。
「百歳になっても退屈男を演りたい」と公言、80歳を超えても一日1〜2時間の散歩は欠かさず、1か月に一度は皇居1周のジョギングを行うなど鍛錬を怠らず、歯も入れ歯は無くすべて自前であった。
主演のこだわりについて『雪之丞変化』のテレビドラマ企画が上がった際に、右太衛門に脇役を想定したオファーをかけたところ、本人は主役依頼と心得て「ああ、もう雪之丞は（年齢的に）無理です！」と答え、スタッフもそれ以上は無理押しできなかったというエピソードを、右太衛門の熱烈ファンである上岡龍太郎が語っている。
また、映画評論家の田山力哉は初老期の右太衛門に主演企画の相談を受けた際、ジャン・ギャバンの『ヘッドライト』を翻案するプランを示したが、「私は白塗りでバカ笑いしてないとサマにならない大根でしてね」とかわされたという。

### 映画界入りのきっかけ
右太衛門がマキノ省三の「マキノ・プロダクション」に誘われ、映画界入りしたのは1925年だが、前年の1924年にも帝国キネマから誘いを受けていて、これを断っている。このいきさつについて、次のように語っている。
「その頃、帝キネには舞台で一緒だった市川百々之助がいまして、百々之助ができるんなら、私にもできるのではないかと思いました。若かったですからねえ。でもその頃私、舞台で主役やってましたから、舞台が面白くて面白くて。それで、このときはお断りしました」
「マキノに入りましたのは、マキノ省三さんが私の“勧進帳”を観て、とてもいいとほめてくれたからでもあるんです。ええ、弁慶やってました。去年も活動写真から誘われて、今年も誘われた。しかも今度はマキノ、主演者として迎えてくれるという。それで心が動きましたね」
主演を張っていても梨園の御曹司ではない右太衛門にしてみれば先を読んだところもあり、高額の出演料も魅力だった。が、母親は「舞台で主演させてもらってるのに、どうして活動写真なんか行くの」、「活動写真に行くと、みんな（照明で）眼を悪くして、中には眼をつぶす人もいるというではないの」と、最後までカツドウ入りを反対していたという。当時映画界に転じた役者は「板から泥に下りた」と軽んじられる風潮があった。しかしこの頃は、市川猿之助がマキノに誘われ『日輪』、『天一坊と伊賀亮』を撮り、澤田正二郎が新国劇一党を率いて『月形半平太』、『恩讐の彼方に』に出演するという時勢でもあった。19歳の右太衛門はこの時代の転換期にいち早く身を投じた一人だったのである。

### 剣戟スタア・市川右太衛門
右太衛門は尾上松之助以来の歌舞伎・所作の美しさを若々しく、流麗にテンポアップしてみせ、千恵蔵や嵐長三郎らとともに「マキノ黄金時代」を創った。マキノ雅弘は右太衛門の殺陣について、「初めからうまかった。踊りがうまかったんですね。狭い部屋の立ち回りなんか、彼が一番うまかったんじゃないかな」、「立ち回りがうまい、ちゅうよりカッコがよかったですね。その（華麗である）かわり、リアルさがない」と述べている。
右太衛門の編み出した「諸羽流青眼くずし」の型は、狭い室内での立ち回りも考慮したものだった。『旗本退屈男』の第一作は室内の立ち回りであり、右太衛門はその狭い空間を自由自在に踊ってみせる。隣の部屋に移っていくとき、わずかに膝を開くと切先は実に1センチの間合いで鴨居をすり抜けていくのである。目線そのまま、次の殺陣に備えて諸羽流青眼くずし、“所作事”の約束でいうなら「道行き」、「踊り地」、「ちらし」と“序破急”のテンポを踏んで、颯爽と闊達に立ち回った。
映画デビュー作である『黒髪地獄』の浪人役の立ち回りはかなり派手なものだった。この映画では、舞台時代の右太衛門を知っている人が殺陣師に付いて、右太衛門本人いわく「手数の多い立ち回り」を見せたのだという。当時の活動写真では普通、十手くらいだった動きを、これがデビューの右太衛門は同じ時間内にその倍の二十手動いてみせた。
1927年6月、右太衛門はマキノプロを脱退して右太プロを設立する。このマキノ脱退のいきさつについて、右太衛門は次のように語っている。
「マキノは約束通り一年いて独立の計画を進めたが、『影法師』の後篇を御礼奉公に一本無給で撮って去った。マキノ方から荒虎が戻れと交渉に来、こちらは笹川良一の友人大阪北野の親分が相手に立ち、話し合った。『三年契約すれば五万円無条件で前渡しする』との申し出があったが結局別袖した。独立の動機はいろいろあったが、その一つに契約末に約束のボーナスをくれなかった事もあった。先方は忘れていたのか、又こっちも騒ぐ必要はなかったが、私も若かったのであろう」
この話し合いは別の説もあり、高村正次がマキノが払う約束だった一万円を払う代わりに一緒にプロダクションを経営しようとしたところ、笹川が高村へ同額を払うから右太衛門を引き取るとし了承を得た。これを右太衛門の義兄、山口天龍が待ったをかけ、天龍の親分で大親分だった九条の長政（小倉政吉）の法被を着た連中が本人をガード。笹川も対抗しようとしたところ、マキノの盟友である千本組が中安信三郎に話をして、それが天満の大親分きやいち（野口栄次郎）の耳に入り、野口、今北治作（国粋会相談役）の仲裁、それと小倉の介添で笹川と山口の話し合いがもたれ手打ちがなされた。また関東の河合徳三郎もこの件で天龍に金を出そうとしたという。
マキノ省三監督が右太衛門入社の際に口約束で「一万円のボーナスをやる」と言ったのは事実なのだが、「映画はスタア一人だけで出来るものではない」とのマキノの持論からすると、右太衛門だけでなく全従業員にも一万円のボーナスを弾まないわけにいかず、これでは個人経営のマキノプロは潰れてしまう。マキノ雅弘はこのことについて「言訳ではあるが」と前置きしながら、「その意味ではこれは失言であり、破約でもあった」と語っている。
また「三年契約すれば五万円無条件で前渡しする」との言は確かで、「映画は契約の世界だから、それは当然のことなのだ。『約束のボーナス』は契約ではなかったことも確認すべき事柄なのだ」とも語っている。
20歳で「右太プロ」を立ち上げた右太衛門だが、若い監督たちに思想色の強いものをかなり持ちこまれ、自身も若かったので、いささか押され気味だったという。「若い監督というのは、いつの時代でも同じですなあ」と語っている。
戦時中は『大村益次郎』（森一生監督）、戦後チャンバラが禁止された時代には『ジルバの鉄』（小杉勇監督）で、右太衛門は舶来のリズムを踊って見せている。
「現代劇と時代劇、両方がなくては不自然でしょう。現代劇はまずリアルさを要求されますが、時代劇には夢があります。時代劇の形を借りてこそ、初めて言えることもあるのではないですか」

### 右太衛門と「旗本退屈男」

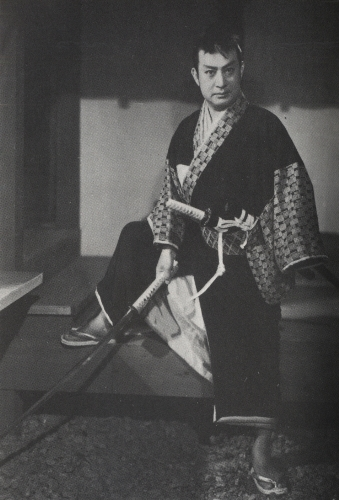
『旗本退屈男 江戸城罷り通る』（1952年）

右太衛門の代表的キャラクターである早乙女主水之介が活躍する『旗本退屈男』シリーズは、1930年の『旗本退屈男』を皮切りに戦後まで通算30本製作された。日本映画で同じ俳優が同じ役を33年間主演した例は他にない。
右太衛門によると、右太プロを設立し、「映画というものは、結局は大衆娯楽である」というふうに考えがまとまって来た頃、佐々木味津三の『旗本退屈男』を読んだところ、「これは面白いと思ったですよ」と、思わず膝を打ったという。早速、これを映画化した右太衛門は、この天衣無縫の主人公について、次のように語っている。
「これだけ言いたいことを言って、大暴れして、強くって、しかも弱い者は助け、哀れな者は救い上げる。相手が大名であろうと、なんであろうと、言うべきことは言いますからね。これはいつの時代にも通用する主人公ですよ」
「早乙女主水之介」の必殺技「諸羽流青眼くずし」は、右太衛門本人の考案したものである。様々な角度から見てもらえる舞台と違って、映画の場合はアングルが限られ、クローズ・アップになったときに刀が写っていなくてはしようがない。このため、左手前に構えるという、独特の構えを考えたのだという。大歌舞伎の大名代の芝居をたくさん見てきた、舞台出身の右太衛門ならではの強みだった。右太衛門はトーキーでの発声についても、次のように語っている。
「トーキーになったときですか。このとおり私は声が大きいですから、そりゃもう、待ってました!　って感じでしたね。セリフを言いたくて言いたくて、しようがなかったんですから」
退屈男の主人公、「早乙女主水之介」は額の三日月傷、派手派手の衣装が有名で、ことに衣装は作る毎にエスカレートしていった。
「私の芝居そのものが派手でしょう。だから地味な衣装だと寂しく見えてしまうんですね。それに戦後は奢侈禁止令が解けてその時分、デパートの展示会なんてそりゃあ派手なものが並びました。それでデザイナーの絵描きさん、美人画の甲斐荘さんというのですが、この方にも見に行ってもらいまして、ああいう衣装ができたわけです。派手さを狙ったのは戦後の作品からですが、これはホントに良かったと思いますよ」
一本の映画で衣装が12、3着用意され、これらは東映映画村に保存されている。全て新品を誂え、同じものを着たことは一度もない。主人公一人の衣装代が全衣装代の8割を占めていたという。

### 右太衛門と三日月党
1966年ごろ、柳家小さんが音頭取り（家老）となって、「三日月党」という右太衛門の後援会が結成された。これは稲垣浩によると、「右太衛門を『殿様』と祭り上げ、各界の著名人・芸人が集まって時間や新聞、テレビを忘れて飲んで歌い、新作芸や隠し芸を披露するという全く意味のない会」で、興津要が立てた党の規約は「いったん入党したものは死ぬまで脱党は許さず」というものだった。
会費は集まりごとに消化して、運営費などは無かったが、一度税務署が政治団体かネズミ講と間違えて党の内情を調べに来て、この規約を聞かされて呆れて帰ったという。この会は10年を超す定例となり、稲垣はその理由として「旗本退屈男を中心とした仕掛け人のうまさと、殿におさまる右太さんの人間的なおおらかさだったと思う」と語っている。大映で『不惜身命』を撮りそこねた稲垣は、のちにテレビで右太衛門の『旗本退屈男』を二話撮っているが、そのきっかけは「三日月党」党員だったことからだった。

## 受賞歴
- 1956年：ブルーリボン賞大衆賞
- 1961年：牧野省三賞
- 1972年：紫綬褒章
- 1979年：勲四等旭日小綬章
- 1994年：日本映画批評家大賞ゴールデン・グローリー賞
- 1995年：第18回日本アカデミー賞会長特別賞[18]
- 2000年：エランドール賞特別賞（没後）
- 2000年：第23回日本アカデミー賞会長特別賞（没後）

## 出演作品

### 映画

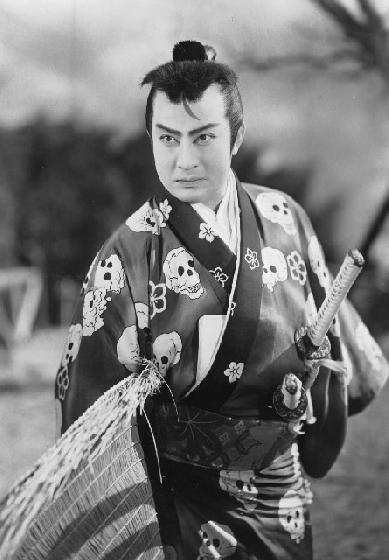
『宝の山に入る退屈男』（1938年）

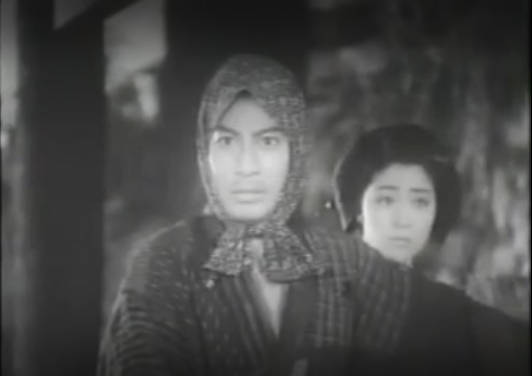
『維新の曲』（1942年）右は高山廣子

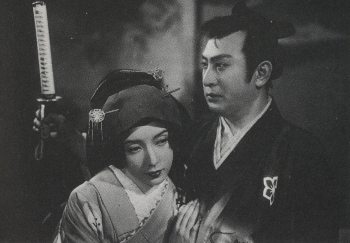
『旗本退屈男捕物控 毒殺魔殿』（1950年）左は宮城千賀子

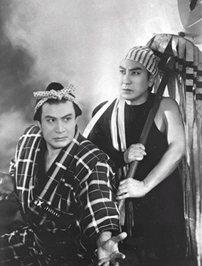
『千石纏』（1950年）右は片岡千恵蔵

- 黒髪地獄（1925年、マキノ） - 吾妻半三郎
- 快傑夜叉王（1926年、マキノ） - 木曽冠者夜叉王
- 孔雀の光（1926年、マキノ） - 藤島求馬、堺町中納言
  - 前篇（1926年）
  - 第二篇（1926年）
  - 第三篇（1926年）
- 赤城山颪（1926年、マキノ）
- 鳴門秘帖（マキノ） - 法月弦之丞
  - 第一篇（1926年）
  - 第二篇（1926年）
  - 第三篇（1927年）
- 怒苦呂（1927年、右太プロ）
- 淨魂（1927年、右太プロ） - 関口春之亟
- 影法師捕物帖（1927年、右太プロ）
- 野良犬（1949年、右太プロ）
- 一殺多生剣（1929年、右太プロ） - 緒形十兵衛
- 股旅草鞋（1929年、右太プロ）
- 髪（1929年、右太プロ）
- 旗本退屈男シリーズ - 早乙女主水之介
  - 右太プロ版
    - 旗本退屈男（1930年）
    - 京へ上がった退屈男（1930年）
    - 仙台に現はれた退屈男（1931年）
    - 江戸へ帰った退屈男（1931年）
    - 爆走する退屈男（1933年）
    - 中仙道を行く退屈男（1935年）
    - 中仙道を行く退屈男 後篇十万石を裁く退屈男（1935年）

  - 松竹太秦版
    - 富士に立つ退屈男（1937年）

  - 新興キネマ版
    - 宝の山に入る退屈男（1938年）

  - 東横版
    - 旗本退屈男捕物控 七人の花嫁（1950年）
    - 旗本退屈男捕物控 毒殺魔殿（1950年）

  - 東映版
    - 旗本退屈男 唐人街の鬼（1951年）
    - 旗本退屈男 江戸城罷り通る（1952年、松竹）
    - 旗本退屈男 八百八町罷り通る（1953年）
    - 旗本退屈男 どくろ屋敷（1954年）
    - 旗本退屈男 謎の百万両（1954年）『大江戸五人男』（1951）左は阪東妻三郎（1951）
    - 旗本退屈男 謎の怪人屋敷（1954年）
    - 旗本退屈男 謎の伏魔殿（1955年）
    - 旗本退屈男 謎の決闘状（1955年）
    - 旗本退屈男 謎の幽霊船（1956年）
    - 旗本退屈男 謎の紅蓮塔（1957年）
    - 旗本退屈男 謎の蛇姫屋敷（1957年）

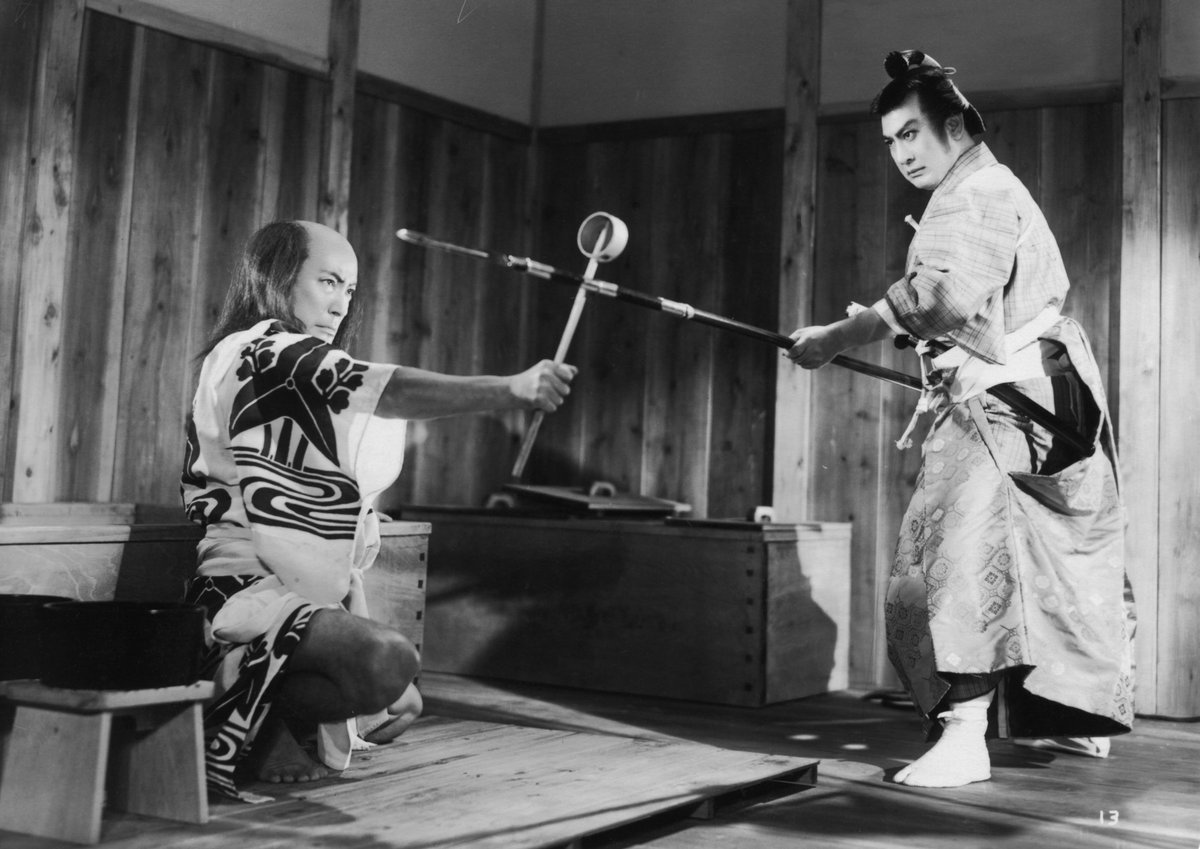
『大江戸五人男』（1951）左は阪東妻三郎（1951）

    - 旗本退屈男（1958年）※主演300本記念映画
    - 旗本退屈男 謎の南蛮太鼓（1959年）
    - 旗本退屈男 謎の大文字（1959年）
    - 旗本退屈男 謎の幽霊島（1960年）
    - 旗本退屈男 謎の暗殺隊（1960年）
    - 旗本退屈男 謎の七色御殿（1961年）
    - 旗本退屈男 謎の珊瑚屋敷（1962年）
    - 旗本退屈男 謎の龍神岬（1963年）
- 戦線街（1930年、右太プロ）
- 元禄女（1932年、右太プロ）
- 忠臣蔵（1932年、松竹） - 脇坂淡路守、垣見五郎兵衛
- 天一坊と伊賀亮（1933年、松竹） - 山内伊賀亮
- 千石鶉（1934年、右太プロ）
- 井伊大老（1934年、右太プロ）
- 東海の顔役（1935年、右太プロ） - 清水次郎長
- 悪太郎獅子（1936年、右太プロ） - 伝吉
- 祐天吉松（1937年、新興キネマ）
- 薩摩飛脚（1938年、新興キネマ） - 神谷金三郎
- 錦絵江戸姿旗本と町奴（1939年、新興キネマ）
- 元禄忠臣蔵 前篇（1941年、松竹） - 徳川綱豊
- 大村益次郎（1942年、大映） - 大村益次郎
- 維新の曲（1942年、大映） - 桂小五郎
- 菊池千本槍（1944年、大映）
- お夏清十郎（1946年、大映）
- 槍をどり五十三次（1946年、大映）
- 大江戸七変化（1949年、大映） - 大岡越前守
- にっぽんGメン 難船崎の血闘（1950年、東横） - 重藤亘
- 殺陣師段平（1950年、東横） - 沢田正二郎
- 千石纏（1950年、東横） - 不動山宗吉
- 大江戸五人男（1950年、松竹） - 水野十郎左衛門
- お艶殺し（1951年、東横）
- 乞食大将（1952年〈製作は1945年〉、大映）- 後藤又兵衛
- 月形半平太（1952年、松竹） - 月形半平太
- 水戸黄門漫遊記シリーズ（東映） - 水戸黄門、立花甚左衛門
  - 水戸黄門漫遊記 地獄谷の豪族（1952年）
  - 水戸黄門漫遊記 伏魔殿の妖賊（1952年）
- 花吹雪男祭り（1952年、東映）
- 決戦高田の馬場（1952年、東映） - 中山安兵衛
- 流賊黒馬隊シリーズ（東映） - 天龍左源太
  - 流賊黒馬隊 暁の急襲（1953年）
  - 流賊黒馬隊 月下の対決（1953年）
- 女難街道（1953年、東映）
- 素浪人奉行（1953年、東映） - 神尾左近、遠山左衛門尉
- 大名シリーズ（東映）
  - 変化大名（1954年） - 松平徳之助
  - やくざ大名（1956年） - 松平五郎丸、大名五郎蔵
  - あばれ大名（1959年） - 前田慶次郎
  - あらくれ大名（1960年） - 松平直次郎忠康
  - 鉄火大名（1961年） - 後藤又兵衛基次
  - 忍び大名（1964年） - 石川寅次郎
- 阿修羅四天王（1955年、東映）
- 牢獄の花嫁（1955年、東映）
- 薩摩飛脚（1955年、東映） - 神谷金三郎
- 虚無僧系図（1955年、東映）
- 父子鷹（1956年、東映）
- 赤穂浪士 天の巻・地の巻（1956年、東映）  - 大石内蔵助
- 新春オールスター映画（東映）
  - 任侠清水港（1957年） - 大前田の英五郎
  - 任侠東海道（1958年） - 吉良の仁吉
  - 任侠中仙道（1960年） - 国定忠治
- 富士に立つ影（1957年、東映）
- 股旅男八景 殿さま鴉（1957年、東映） - 殿さま松五郎
- 水戸黄門（1957年、東映） - 関根弥次郎
- 千両獅子（1958年、東映）
- 修羅八荒（1958年、東映）- 浅香恵之介
- 忠臣蔵 櫻花の巻・菊花の巻（1959年、東映） - 脇坂淡路守
- 血斗水滸伝_怒涛の対決（1959年、東映） - 笹川繁蔵
- 天下の伊賀越 暁の血戦（1959年、東映） - 荒木又右衛門
- 浪人市場 朝やけ天狗（1960年、東映）- 山川忠介
- 水戸黄門（1960年、東映） - 紀伊大納言光貞
- 大岡政談 魔像篇（1960年、東映） - 大岡越前守、魚心堂
- 赤穂浪士（1961年、東映） - 千坂兵部
- 権九郎旅日記（1961年、東映）- 杉本権九郎
- きさらぎ無双剣（1962年、東映）- 竜胆月之介
- 新撰組血風録 近藤勇（1963年、東映） - 近藤勇
- ちゃんばらグラフィティー 斬る!（1981年、東映）　※出演場面の抜粋

### テレビドラマ
- 旗本退屈男（1973年、NET） - 早乙女主水之介
- 新春ワイド時代劇（TX）
  - 徳川風雲録 御三家の野望（1986年） - 水戸光圀
  - 宮本武蔵（1990年） - 池田輝政
- 風雲!真田幸村（1989年、TX） - 島津義弘（特別出演）
- 月曜ドラマスペシャル / 北大路欣也 芸能生活35周年記念「忠治旅日記 悪代官をたたっ斬り 無宿渡世の旅に出た 激烈!青年国定忠治」（1992年、TBS） - 大前田英五郎

### CM
- ダイア建設（北大路欣也と共演）

## 著書
- 『主水之介行状記 : 役者人生まっしぐら 天下御免の向こう傷』みみずくぷれす、1986年11月1日。
- 『旗本退屈男まかり通る』　「この道」シリーズ（東京新聞出版局、1992年）